# Maxillaria macropoda
Maxillaria macropoda är en orkidéart som beskrevs av Rudolf Schlechter. Maxillaria macropoda ingår i släktet Maxillaria och familjen orkidéer.
Artens utbredningsområde är Peru. Inga underarter finns listade i Catalogue of Life.